# Jusup Szadijew
Jusup Szadijew, kaz. Юсуп Алаудинұлы Шадиев, ros. Юсуп Алаудинович Шадиев, Jusup Ałaudinowicz Szadijew (ur. 23 maja 1954 w Ałmaty, Kazachska SRR) – kazachski piłkarz pochodzenia czeczeńskiego, grający na pozycji obrońcy, trener piłkarski.

## Kariera piłkarska

### Kariera klubowa
W 1973 rozpoczął karierę piłkarską w miejscowym klubie Kajrat Ałmaty. W 1976 został zaproszony do Tereku Grozny, ale po roku powrócił do Kajratu Ałmaty. Przez konflikt z trenerem Leonidem Ostrouszkiem w 1985 był zmuszony opuścić rodzimy klub. W latach 1986–1987 występował ponownie w Tereku Grozny. W 1988 zasilił skład Żetysu Tałdykorgan, ale nie potrafił zaakceptować jednostronne decyzje arbitrów na boisku, dlatego odszedł z klubu i potem grał w amatorskim zespole Żengys Ałmaty o mistrzostwo stolicy. W 1991 po raz kolejny wrócił do Tereku Grozny, w którym w 1993 roku zakończył karierę piłkarza.
Od 1993 do 2008 pracował prywatnie jako taksówkarz, a potem w Kazachskiej Federacji Futbolu jako trener selekcjoner.

### Kariera reprezentacyjna
W 1979 bronił barw reprezentacji Kazachskiej SRR na Spartakiadzie Narodów ZSRR.

## Sukcesy i odznaczenia

### Sukcesy piłkarskie
Kajrat Ałmaty
- mistrz Pierwoj ligi ZSRR: 1983

### Odznaczenia
- tytuł Mistrza Sportu ZSRR